# لیو گرته شیلبرید
لیو گرته شیلبرید (زاده ۷ ژوئیه ۱۹۷۴) از هالزدال، فوزا، در نزدیکی شهر برگن در غرب نروژ، دوچرخه سوار حرفه ای سابق است. در ۲۰ مارس ۲۰۰۶، لیو گرت از بازنشستگی خود، در پایان فصل که در ۲۶ مارس در هولمنکلن به پایان رسید، خبر داد. وی گفت که به دلیل رسیدگی به دختر خردسال خود، اما، خانواده اش و اینکه انگیزه ادامه کار را ندارد.
در زمان کودکی بسیاری از وقت خود را با خواهران بزرگتر خود گذراند، و به همین دلیل در ورزش‌هایی که خواهرانش انجام می‌دادند، شرکت می‌کرد. او فوتبال بازی می‌کرد، در دریاچه کنار خانه کایاک، کراس اوور اسکی می‌کرد.

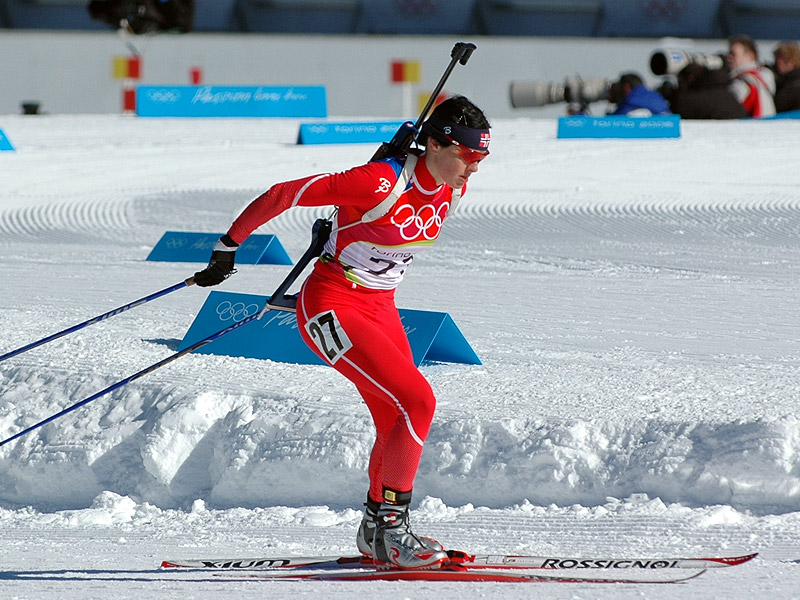
در المپیک زمستانی ۲۰۰۶
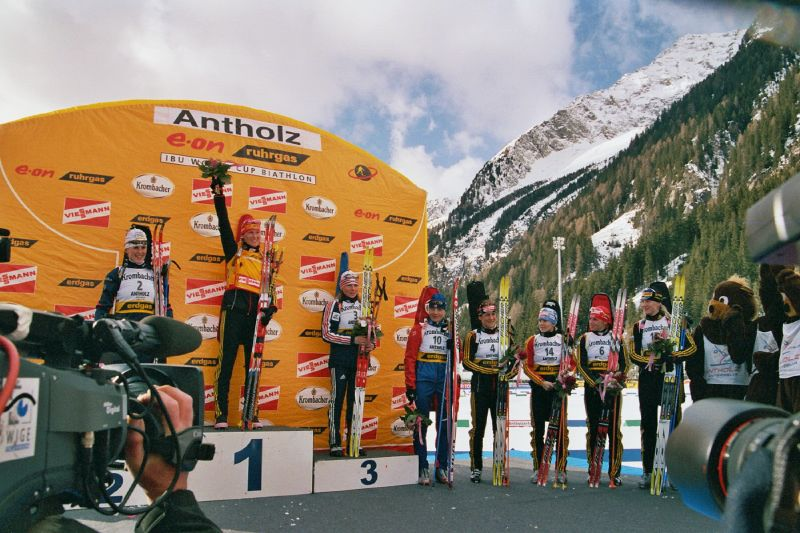